# Accordi della Tavola Rotonda
Gli accordi della Tavola Rotonda si tennero a Varsavia, in Polonia, dal 6 febbraio al 4 aprile 1989. Il governo diede inizio alla discussione con il sindacato Solidarność, soppresso per legge, e con altri gruppi di opposizione nel tentativo di placare il crescente tumulto popolare.

## Storia
A seguito degli scioperi operai all'inizio degli anni ottanta e dopo la conseguente formazione (allora clandestina) del movimento Solidarność sotto la guida di Lech Wałęsa, la situazione politica in Polonia parve rilassarsi. Nonostante il tentativo del governo di abbattere i sentimenti anti-comunisti, il movimento aveva conquistato troppe simpatie per poterlo tenere lontano dalla vita politica. Inoltre, vi erano paure di rivolte sociali a causa del malessere e dell'inflazione che aveva colpito la Polonia e aveva fatto sprofondare la popolazione in uno stato di rabbia e frustrazione. Nel 1988 le autorità diedero inizio a trattative serie con l'opposizione.
Nel settembre 1988 l'ondata di scioperi si avviò al termine, e si tenne un incontro segreto a cui parteciparono, tra gli altri, il leader dell'opposizione Lech Wałęsa ed il Ministro degli Interni Czesław Kiszczak. Essi si accordarono sulla formazione della cosiddetta trattativa della Tavola Rotonda nell'immediato futuro, per pianificare le azioni da intraprendere all'interno della nazione. Gli accordi della Tavola Rotonda ebbero inizio il 6 febbraio 1989, comprendendo la fazione di opposizione Solidarność e la fazione della coalizione al governo. Gli accordi si tennero presso la sede del Consiglio dei Ministri e furono presieduti da Lech Wałęsa e Czesław Kiszczak.
I comunisti polacchi, guidati dal generale Wojciech Jaruzelski, speravano di assorbire i principali leader dell'opposizione all'interno del gruppo dirigente, senza stravolgere la struttura del potere politico. Nella realtà, le trattative alterarono radicalmente la forma del governo e della società polacca. Gli eventi in Polonia precipitarono e furono il trampolino di lancio per la caduta dell'intero blocco comunista; gli Accordi di Jalta furono poi annullati poco dopo gli accordi della Tavola Rotonda.

## Riunioni
Le riunioni si suddivisero in tre gruppi principali:
- Tavolo sulla riforma politica
- Tavolo per il pluralismo sindacale e partitico
- Tavolo per gli obiettivi economici e sociali

Argomenti specifici vennero trattati da questi gruppi di discussione ma spesso le riunioni giunsero ad un punto morto, soprattutto a causa della reciproca sfiducia delle due parti e della riluttanza della rappresentanza governativa a concedere parte del proprio potere. In questo contesto le questioni più controverse furono:
- Rialzo e controllo dei prezzi al consumo
- Proclama di nuove elezioni politiche pluraliste
- Limitazioni delle competenze del futuro Presidente della Repubblica
- Limitazioni delle competenze del futuro Sejm e Senato
- L'accesso ai mass media da parte delle forze di opposizione

Un certo numero di movimenti politici di opposizione di ispirazione radicale osteggiarono i colloqui poiché non credevano nelle buone intenzioni del governo. Ma a dispetto dei loro timori più neri gli accordi vennero firmati il 5 aprile a conclusione dei colloqui, accordi che vennero ribattezzati appunto Accordi della Tavola Rotonda.

## Conseguenze
Il documento ufficiale venne sottoscritto il 4 aprile 1989. I punti più importanti, compresi quelli ispirati al rinnovamento di Aprile furono:
- La legalizzazione dei sindacati indipendenti
- L'introduzione della carica istituzionale di Presidente (con il quale si destituivano i poteri del Segretario generale del Partito Comunista Polacco), il quale sarebbe stato eletto democraticamente ogni 6 anni
- L'istituzione di un Senato

Come conseguenza principale di questi accordi, il potere politico venne trasferito fattivamente verso una legislatura bicamerale e da un presidente che sarebbe stato il capo del potere esecutivo. Altra conseguenza importantissima fu il riconoscimento del sindacato Solidarność come organizzazione politica legalmente riconosciuta e non più clandestina.
Le elezioni tenutesi il 4 giugno 1989 portarono ad una vittoria quasi totale di Solidarność con circa il 99% dei seggi del Senato e con la totale elezione del 35% dei seggi al Sejm. Jaruzelski, la cui candidatura era l'unica consentita dal Partito Comunista Polacco per il ballottaggio alla presidenza, vinse per un solo voto all'Assemblea Nazionale.

## Elenco dei rappresentanti delle opposizioni
- Piotr Baumgart
- Zbigniew Bujak
- Andrzej Celiński
- Jan Dworak
- Marek Edelman
- Władysław Frasyniuk
- Bronisław Geremek
- Jarosław Kaczyński
- Lech Kaczyński
- Krzysztof Kozłowski
- Wiktor Kulerski
- Zofia Kuratowska
- Jacek Kuroń
- Bogdan Lis
- Tadeusz Mazowiecki
- Jacek Merkel
- Adam Michnik
- Jan Olszewski
- Janusz Onyszkiewicz
- Alojzy Pietrzyk
- Jan Rokita
- Janusz Sanocki
- Krystyna Starczewska
- Andrzej Stelmachowski
- Jerzy Turowicz
- Lech Wałęsa
- Andrzej Wielowieyski

## Elenco dei rappresentanti per il Partito Comunista Polacco
- Władysław Baka
- Włodzimierz Cimoszewicz
- Stanisław Ciosek
- Kazimierz Cypryniak
- Andrzej Gdula
- Czesław Kiszczak
- Mikołaj Kozakiewicz
- Aleksander Kwaśniewski
- Leszek Miller
- Alfred Miodowicz
- Andrzej Olechowski
- Józef Oleksy
- Janusz Reykowski
- Marcin Święcicki